# Montepellegrino
Montepellegrino è il ventiquattresimo quartiere di Palermo, compreso nell'VIII Circoscrizione.

## Geografia fisica
Il quartiere sorge nella zona nord-est del capoluogo siciliano, ai piedi del Monte Pellegrino, in una zona molto prossima al mare. Confina: 
- a ovest con i quartieri Libertà, Resuttana-San Lorenzo e Pallavicino
- a nord con il quartiere Partanna-Mondello
- a est con il quartiere Arenella-Vergine Maria
- a sud-ovest con il quartiere Politeama e a sud con il mar Tirreno

## Storia
Lo sviluppo di Montepellegrino per come appare in epoca contemporanea iniziò a prendere forma a partire dal 1897, anno in cui nella zona vennero impiantati i cantieri navali di Palermo. Questo trasformò l'area in una sorta di quartiere operaio, essendo qui dislocato il maggior numero di impiegati nel settore industriale della città.   
Con l'espansione urbana del primo Novecento vennero inglobate al suo interno le antiche borgate di Sampolo e dell'Acquasanta: la prima, di origine prettamente agricola, sorse alla fine del XVIII secolo su un importante asse viario che dal Piano dell'Ucciardone si addentrava verso la Piana dei Colli; la seconda nacque e si sviluppò a partire dal XVII secolo intorno a una sorgente di acqua considerata salutifera ed ebbe uno sviluppo fondato essenzialmente sulla pesca, sviluppata anche grazie alla presenza di una tonnara.  
A partire dal 1946 sorse e si sviluppò la sede della Fiera del Mediterraneo, che con la sua presenza contribuì ad aumentare il valore fondiario del lotti della zona. In seguito, la grande frenesia edilizia che interessò Palermo durante il miracolo economico italiano sottopose l'area ad un'intensa edificazione, che si distribuì seguendo un impianto ortogonale tracciato lungo gli assi più importanti del quartiere, come la via Ammiraglio Rizzo.   

## Monumenti e luoghi d'interesse

### Architetture civili
- Cantiere navale di Palermo, in via dei Cantieri;
- Fiera del Mediterraneo, in via Anwar Sadat;
- Villa Belmonte, in via Rampolla Mariano Cardinale;
- Villa Igiea, in via Belmonte, oggi sede dell'hotel a 5 stelle Rocco Forte;
- Villa Lanterna Gravina all'Acquasanta, in via Comandante Simone Gulì.